# Вєтошкін Геннадій Васильович
Геннадій Васильович Вєтошкін (11 лютого 1901, село Керос Под'єльської волості Вологодської губернії, тепер Республіка Комі, Російська Федерація — 4 грудня 1978, місто Архангельськ, Російська Федерація) — радянський діяч, голова Президії Верховної ради Комі АРСР, голова Ради міністрів Комі АРСР. Депутат Верховної ради РРФСР 1-го скликання. Депутат Верховної ради СРСР 2-го скликання.

## Біографія
Народився в селянській родині. З травня 1920 по березень 1924 року служив у Червоній армії та в частинах ОДПУ.
Член РКП(б) з 1925 року.
У 1927 році закінчив Усть-Сисольський педагогічний технікум.
У 1927—1931 роках — на викладацькій роботі.
У 1931—1935 роках — студент Московського педагогічного інституту імені Бубнова.
У 1935—1936 роках — директор Інституту підвищення кваліфікації кадрів народної освіти Комі АРСР.
У 1936—1937 роках — головний редактор Комі державного видавництва.
У 1937—1938 роках — завідувач відділу пропаганди та агітації Комі обласного комітету ВКП(б).
26 липня 1938 — 9 лютого 1945 року — голова Президії Верховної ради Комі АРСР.
9 лютого 1945 — березень 1947 року — голова Ради народних комісарів (Ради міністрів) Комі АРСР.
З 1947 року — на господарській роботі в Якутській АРСР та Архангельській області.
Помер 4 грудня 1978 року в місті Архангельську.

## Нагороди
- орден Леніна (1947)
- орден Вітчизняної війни ІІ ст. (1945)
- орден Трудового Червоного Прапора (1945)
- орден Червоної Зірки (1943)
- медалі